# マイ・インターン
『マイ・インターン』（The Intern）は、2015年のアメリカ合衆国のドラマ映画。監督・脚本・製作はナンシー・マイヤーズ、主演はロバート・デ・ニーロとアン・ハサウェイ。若い女性とその部下になった70歳の男性、2人の世代を超えた交流を描いている。

## ストーリー
DEX One社（電話帳作製会社）の役員を退任し、妻と死別した70歳のベン・ウィテカーは、引退生活は退屈過ぎると考えている。 彼は、ブルックリンにある急成長中のファッションのeコマース新興企業、About The Fitで新たに導入されたシニアインターンに応募する。
ベンは誰にでも好印象を与え、採用された5人のシニアインターンのうちの1人である。彼はCEOのジュールズ・オスティンの下で働くことになるが、彼女は最初は彼のことを信用せずに無視する。しかし、ベンはその気さくな性格と人生や仕事に関する有益な助言で同僚たちの心を掴む。
ある朝、ベンはジュールが不満を漏らしていた散らかったデスクを整理し、彼女の信用を勝ち取る。仕事の後、彼はジュールズの運転手が酒を飲んでいるのに気づき、帰るように言い、自分が運転してジュールズを家まで送り届けたところ、数日後には彼が運転手となる。
しかし、ある日、ベンは車中でジュールズに幾つかの個人的な質問をしたことから、ジュールズは副社長のキャメロンに彼の配置転換を依頼する。しかし、その夜、ベンがAbout The Fit社の本社と同じ建物で40年近く働いていたことをジュールズが知り、2人は絆を深める。翌朝、ジュールズは、キャメロンがベンの代わりにドリスを運転手にしたことを知る。ドリスはひどい運転手で、彼女は事故を起こしそうになる。ジュールズは謝り、ベンに戻ってくるように頼み、ベンは受け入れる。
ジュールズはベンに仕事を与え始め、彼は彼女の業務負担を軽減する。ベンはまた、About The Fit社の社内マッサージ師、フィオナとの交際を始める。ジュールズが誤って母親にひどいメールを送信してしまった時、そのメールを母親のコンピュータから削除するためにベンと同僚数人を母親の家に侵入させる。警報機が鳴り、警察が来るが、彼らは辛うじて逃げ出すことが出来た。
ベンはジュールズの家族とも知り合うことになる。彼女の夫のマットは、About The Fit社が軌道に乗り始めた時、自分のキャリアを捨てて娘のペイジのために専業主夫になった。しかし、夫婦が疎遠になるに連れ、結婚生活は徐々に崩壊してきている。ベンはパーティーからペイジを家まで送り届ける途中、マットが浮気していることに気づく。
一方、ジュールズは、予想を超える業務量に対処出来ないのではないかと株主が懸念しているため、CEOの座を社外の人物に譲るよう圧力をかけられていた。ジュールズは、そうすることで家族と家で過ごす時間が増えると考え、その提案を検討するつもりであった。
彼女はベンに、CEO候補者との面接のためサンフランシスコへの出張に同行するよう頼む。サンフランシスコで、ジュールズはマットの浮気について知っているが、対処する準備が出来ていなかったため、彼を責めることはしていないと明かす。
ジュールズは、結婚生活を守るための時間を得るために、CEOを起用することにする。しかし、ベンは彼女に、About The Fit 社を大きくするためにどれだけの努力と情熱を費やしたかを考えるよう強く勧める。突然オフィスに来たマットが、申し訳なく、恥じている、彼女の夢を応援したいので考え直して欲しいと言う。ジュールズはCEOを起用することを止める。
ジュールズは気が変わったと伝えようとベンを探しに出とが、ベンが太極拳をグループで楽しんでいるのを見つける。彼女はついに自分自身をリラックスさせ、太極拳の練習に参加する。それは、彼女が人生のバランスを見つけたことを象徴する行為である。

## キャスト
※括弧内は日本語吹替

### 主要人物
ベン・ウィテカー - ロバート・デ・ニーロ（野島昭生）
ジュールズのネット通販会社に、シニアインターンとして入社する。ジュールズ直属のインターンとして働くことになる。1965年にノースウェスタン大学を卒業し、電話帳制作会社に40年勤務。営業や宣伝を担当し、最後は印刷の責任者だった。20歳の時に出会った妻のモリーと42年にわたって連れ添うものの死別。息子が1人と孫が2人いる。
妻の死後、ゴルフ、映画、読書、トランプ、ヨガ、料理教室、園芸、中国語などを経験し、自分のことを気に入った女性に誘われたりもするが、満たされない日々を送っている。そんな時に「ABOUT THE FIT」のシニア・インターンのチラシを見つけ、履歴書代わりの動画を撮影して送り、面接の結果インターンとして採用されることになる。
会社の専属マッサージ士のフィオナと出会い、心を通わせるようになる。
ジュールズ・オースティン - アン・ハサウェイ（園崎未恵）
服を試着してコメントしたブログが人気となり、女性向けファッションのネット通販サイト「ABOUT THE FIT」を立ち上げ、わずか1年半ほどで瞬く間に会社の規模を拡大させたやり手の女社長。自ら顧客対応をしたり、自社サイトで購入して包装を確認したりと、自分の仕事に情熱を燃やす生活を送っている。
しかし、企画制作のセンスを高く評価される一方で、ハーバード出身ではなく、ベンチャー企業の経営経験が浅く、発想が型破りすぎるためか、出資者たちからは「外部からベテランのCEO」を迎えることを勧められている。
シニアインターンで自分の直属の部下となったベンのことは、最初は「高齢者が苦手」であったため、他に配置転換することを考えていたが、ベンの誠実できめ細やかな仕事ぶりや言動に触れ、やがて有能なベンを頼りにするようになる。
専業主夫の夫マットと、一人娘のペイジがいる3人家族。小言の多い実母との関係はあまり良好とは言えず、母の悪口を夫宛てのメールに書いており、それを誤って母本人にメールしてしまう。ストーリーの終盤、夫が浮気している事に気づき、ベンに相談することになる。

### 会社のスタッフ
キャメロン - アンドリュー・ラネルズ（真殿光昭）
会社のナンバー2で、ジュールズの腹心。
ベッキー - クリスティーナ・シェラー（槙乃萌美）
ジュールズの秘書。経営学を修めており1日14時間も働いているが、ジュールズに認めてもらえないことに心を痛めている。片付けが得意でないらしく、机には書類が山積みになっている。
ジェイソン - アダム・ディヴァイン（新田英人）
恋人のベッキーがいるのに、はからずも彼女のルームメイトと浮気をしてしまったため、ベンに恋愛相談をする。
デイビス - ザック・パールマン（臼木健士朗）
太めの体格で、ベン達と一緒に入社した新人スタッフ。同居している親から独立するよう急されていたことから、良い賃貸の部屋が見つかるまで、しばらくベンの家に居候することになる。
ルイス - ジェイソン・オーリー（中野裕斗）
男性スタッフ。　
フィオナ - レネ・ルッソ（幸田直子）
会社の専属マッサージ士。ベンと交流を重ねていくうちに、デートをするようになる。

### ジュールズの家族
マット - アンダーズ・ホーム（川島得愛）
ジュールズの夫。かつてはマーケティング会社の優秀な社員であったが、ジュールズが会社を立ち上げた際に、専業主夫となって娘のペイジを育てている。ペイジと家で遊んだり、学校の行事に参加したりと忙しくしており、自分の時間が欲しいとグチを言っている。忙しいジュールズとの時間が取れないことから、ジュールズにCEOを招いて欲しいと思っている。
その一方で、心の隙間を埋めようと浮気をしており、誰にも気づかれていないと思っているが、メールのやりとりをジュールズが見て知っている。また、ベンも浮気相手とキスをする姿を目撃している。CEOを招くことに決めたジュールズの姿を見て反省して浮気相手と別れ、浮気のことを話して許しを乞う。
ペイジ - ジョジョ・クシュナー（佐野仁香）
ジュールズの娘。
ジュールズの母 - メアリー・ケイ・プレイス（品田美穂）
作品内では声のみで未登場。小言が多く、ジュールズとの関係はあまり良いとは言えない。ジュールズが母親の悪口を書いたメールを誤って母親のメールアドレス宛てに送ってしまったことから、ベン達は彼女の家に忍び込み、パソコンからメールを削除することになった。

## 興行収入
本作は2015年9月25日に全米3305館で公開され、公開初週末に1772万ドルを稼ぎ出し、週末興行収入ランキング初登場2位となった

## 評価
本作に対する批評家の評価は肯定派優勢の賛否両論となっている。映画批評集積サイトのRotten Tomatoesには151件のレビューがあり、批評家支持率は60%、平均点は10点満点で5.7点となっている。
サイト側による批評家の意見の要約は「『マイ・インターン』は上司が女性で部下が男性という時流に即したテーマを十分に掘り下げることができていない。しかし、ハサウェイとデ・ニーロという意表を突く組み合わせがいい雰囲気を作り出している。」となっている。
また、Metacriticには36件のレビューがあり、加重平均値は51/100となっている。なお、本作のCinemaScoreはA-となっている。

## テレビ放送
| 回 | 放送日        | 放送時間（JST）   | 放送局       | 放送枠           | 備考         |
| -- | ------------- | ----------------- | ------------ | ---------------- | ------------ |
| 1  | 2019年10月5日 | 土曜21:00 - 23:10 | フジテレビ   | 土曜プレミアム   | 地上波初放送 |
| 2  | 2022年2月14日 | 月曜13:00 -15:03  | BSプレミアム | プレミアムシネマ |              |

## 視聴可能な配信サービス
Netflix/U-NEXT/Amazonプライム・ビデオ/Hulu/TELASA/Google Play ムービー＆TV/dTV/Apple TV